# Südbrookmerland
Südbrookmerland là một đô thị ở huyện huyện Aurich, trong bang Niedersachsen, nước Đức. Đô thị Südbrookmerland có diện tích 96,8 km². Đô thị này có cự ly khoảng 7 km về phía tây của Aurich.